# فرانسيس غراي، دوقة سوفولك
فرانسيس غراي، دوقة سوفولك (بالإنجليزية: Frances Grey, Duchess of Suffolk)‏ (اسم الولادة: براندون؛ 16 يوليو 1517 - 20 نوفمبر 1559) سيدة نبيلة إنجليزية، وهي الطفل الثاني والابنة الكبرى لماري تيودور الأخت الصغرى للملك هنري الثامن، ووالدها تشارلز براندون، دوق سوفولك. وهي والدة ليدي جين غراي، ملكة الأيام التسعة لإنجلترا وأيرلندا، وأيضا والدة كل من ليدي كاثرين غراي، وليدي ماري جراي.